# San Antonio (Zambales)
San Antonio è una municipalità di terza classe delle Filippine, situata nella Provincia di Zambales, nella regione di Luzon Centrale.
San Antonio è formata da 14 baranggay:
- Angeles
- Antipolo (Pob.)
- Burgos (Pob.)
- East Dirita
- Luna (Pob.)
- Pundaquit
- Rizal
- San Esteban
- San Gregorio (Pob.)
- San Juan (Pob.)
- San Miguel
- San Nicolas (Pob.)
- Santiago
- West Dirita